# Sebastin
Sebastin, eller sebastinkrut, är ett nitroglycerinhaltigt sprängämne som uppfanns av A. Beckman 1872. I sebastin användes ett fint pulvriserat träkol som uppsugningsmedel för nitroglycerin. Natronsalpeter ingår som syregivande medel. Sebastin förlorade sin betydelse i och med att dynamiten och andra gelatiniserade sprängämnena uppfanns. 
Sebastin framställdes i en fabrik som låg vid Uddnäs.